# Heropstapper
Een heropstapper is iemand die na jaren opnieuw gaat motorrijden. 
In de jaren negentig zorgden heropstappers voor een belangrijk marktaandeel voor zwaardere (dure) motorfietsen, met name grote toermotorfietsen en customs. Heropstappers zijn vaak mensen die ooit uit geldgebrek een motorfiets hebben gereden en op middelbare leeftijd, als de kinderen de deur uit zijn, deze als hobby herontdekken. 
De onderbreking van tientallen jaren en de gebrekkige rijopleiding van vroeger heeft als gevolg dat men vaak een niet al te overtuigende rijstijl heeft. Daarom worden heropstappers onder motorrijders weleens spottend "herafstapper" genoemd. 